# La morte risale a ieri sera
La morte risale a ieri sera è un film del 1970 diretto da Duccio Tessari.
Tratto dal romanzo di Giorgio Scerbanenco I milanesi ammazzano al sabato, il film è il terzo adattamento cinematografico di una trilogia ispirata ai quattro romanzi di Scerbanenco con protagonista Duca Lamberti, preceduto da I ragazzi del massacro di Fernando Di Leo (1969) e da Il caso "Venere privata" di Yves Boisset (1970).

## Trama
Milano. Donatella Berzaghi è una ragazza venticinquenne affetta da una forma di disabilità intellettiva che la rende particolarmente vulnerabile nei confronti degli uomini. La giovane vive con il padre vedovo Amanzio, il quale la accudisce e la sorveglia per evitarle brutte avventure. La giovane è scomparsa da più di un mese e Amanzio si reca in Questura per lamentarsi dell'inefficacia del commissariato di quartiere e per ottenere un maggior coinvolgimento da parte degli investigatori. Ad ascoltarlo è il commissario Duca Lamberti.
Il giorno della scomparsa Amanzio aveva chiamato come d'abitudine Donatella al telefono e, non avendo ricevuto nessuna risposta, si era precipitato a casa trovando però il loro appartamento vuoto ma perfettamente in ordine e con la serratura e le finestre chiuse. L'unico oggetto che sembra mancare è l'orsacchiotto preferito di Donatella. Il commissario suppone che la ragazza sia stata portata via da una persona a lei nota e, colpito dalla sofferenza di Amanzio, decide di aiutarlo.
Duca Lamberti inizia ad indagare nell'ambiente della prostituzione e si reca da Salvatore, un ex magnaccia già condannato per sfruttamento della prostituzione e che ora sembra essersi rifatto una vita facendo il concessionario di automobili. Il commissario chiede a Salvatore di ottenere per lui alcune informazioni sul giro delle prostitute. L'uomo non vorrebbe cooperare ma Duca Lamberti riesce comunque ad ottenere la sua collaborazione accusandolo ingiustamente di traffico di droga.
Salvatore introduce il commissario nel mondo della prostituzione milanese presentandolo come un cliente in cerca di divertimento. Le ricerche procedono a tutto campo e con molta discrezione ma Mascaranti, l'assistente di Duca Lamberti, rischia di rovinare la loro copertura arrestando due papponi durante una visita. Durante un incontro con Herrero, una prostituta di colore, Duca Lamberti ottiene alcune informazioni su Donatella. La prostituta fornisce il nome di un cliente, l'ing. Salvarsanti, il quale durante un loro incontro le aveva raccontato di aver conosciuto Donatella. Il commissario e Mascaranti si recano dall'ingegnere e riescono ad ottenere con la minaccia l'indirizzo della casa di appuntamenti dove l'uomo aveva conosciuto Donatella. Sfortunatamente lo stabile in questione è stato nel frattempo demolito.
Una domenica mattina, Salvatore e Mascaranti si recano dal commissario con alcune novità. Salvatore afferma di essere stato contattato da gente del giro della prostituzione i quali, sentendosi braccati, sarebbero disposti a cedere Donatella in cambio di mezzo milione di lire. Lo scambio dovrebbe avvenire nel pomeriggio nel parcheggio dello stadio di San Siro ma i magnaccia non si presentano.
Una mattina un cacciatore rinviene un cadavere semi-carbonizzato in un campo: è il corpo di Donatella. Quando i  due poliziotti comunicano ad Amanzio che la figlia è morta, l'uomo ha un malore ma Duca Lamberti gli somministra un sedativo e riesce a farlo riprendere. All'obitorio Amanzio insiste per vedere il corpo della figlia e, ormai rassegnato, decide di disfarsi di tutti gli oggetti della figlia. Parlando con i netturbini venuti a raccogliere la spazzatura, Amanzio scopre che uno di loro ha ritrovato l'orsacchiotto preferito di Donatella. Interrogato da Amanzio, il netturbino afferma di aver trovato l'orsacchiotto proprio in quello stabile circa un mese prima.
Nel frattempo Salvatore, sentendosi ormai in pericolo, tenta di darsi alla fuga ma viene ucciso. Duca Lamberti, in preda all'ira, caccia di casa la prostituta Herrero, colpevole di non avergli dato le informazioni necessarie per evitare la morte di Donatella.
Amanzio, cosciente del fatto che l'assassino di Donatella potrebbe abitare proprio nel suo palazzo, decide di indagare da solo mentre Duca Lamberti e Mascaranti continuano a cercare nell'ambiente della prostituzione. Con l'aiuto di una redenta Herrero i due riescono a individuare la persona che ha obbligato Donatella a prostituirsi. Si tratta di Franco Baronia, il figlio di Carletta, una vicina di casa di Amanzio. Ma anche Amanzio stesso giunge ad un'analoga conclusione e individua i responsabili dell'omicidio di Donatella, tutte persone che Amanzio e Donatella conoscevano essendo loro vicini. Durante una colluttazione, Amanzio li uccide tutti. Duca Lamberti e Mascaranti, che hanno ormai ricostruito tutta la vicenda, si recano nel palazzo di Amanzio ma arrivano troppo tardi.

## Produzione

### Luoghi delle riprese
La casa milanese dove abita Barzaghi con la figlia (che nel film è via Tissari) si trova in realtà in via Giuseppe Govone 40. Il concessionario d'auto dove lavora Salvatore si trova all'incrocio fra le vie Messina e Cenisio: oggi il concessionario non c'è più. Uno dei bordelli dove Lamberti e Mascaranti vanno per cercare informazioni su Donatella è in via Caradosso 8. La ditta Avandero, dove lavora Barzaghi, era in via Valtellina 21. Il parcheggio dove Salvatore dovrebbe incontrarsi con qualcuno per pagare la "compravendita" di Donatella, è quello dello stadio di San Siro. Il parco dove viene ucciso Salvatore è in piazza Vetra. L'albergo del cugino di Franco Baronia è invece a Francolino di Carpiano, in provincia di Milano, sulla strada provinciale Melegnano-Binasco.